# Ербс (герб)
Ербс (пол.Erbs) — шляхетський герб, різновид герба Леліва, наданий у Священній римській імперії.

## Опис герба
Опис з використанням принципів блазонування, запропонованих Альфредом Знамієровським:
Щит розсічено і пересічено. В І і IV золотих полях червоний перев'яз вправо, обтяжений трьома срібними кругами, в II і III блакитних полях — над золотим півмісяцем така ж шестипроменева зірка. Клейнод: два чорні крила з червоними смугами і срібними кругами, як на щиті. Намет: справа чорний, зліва синій, підбитий золотом.

## Історія
За Сєбмахером Андрій (Андреас) Ербс, польський поштмейстер з Кракова отримав шляхетство Священної римської імперії у Відні 1 лютого 1753 року з придатком фон Гроховський. Сім'я повинна була відмовитися від прізвища Ербс і писатися фон Гроховські. Уруський згадує члена цієї сім'ї Войцеха, підполковника військ корони в 1761 році.

## Herbowni
Одна сім'я гербового роду з різним написанням прізвища: Ербси (Erbs), Ербси фон Гроховські (Erbs von Grochowski), фон Гроховські (von Grochowski).